# Wojciech Jasiński (koszykarz)
Wojciech Jasiński (ur. 1952) – polski koszykarz, występujący na pozycji środkowego, medalista mistrzostw Polski.

## Osiągnięcia
Drużynowe
- Srebrny medalista mistrzostw Polski (1976)
- Brązowy medalista mistrzostw Polski (1972)
- Zdobywca pucharu Polski (1975)
- Finalista pucharu Polski (1976, 1980)
- Awans do najwyższej klasy rozgrywkowej z Polonią Warszawa (1979, 1982)